# Cathédrale Santa Maria d'Anagni
La cathédrale Santa Maria d'Anagni (en français : Sainte-Marie) est une cathédrale située à Anagni et siège du diocèse d'Anagni-Alatri, dans le centre-sud de la région du Latium en Italie. Datant du XIe siècle, elle est dédiée à Marie.

## Historique
La cité d'Anagni est à partir du XIe siècle l'un des centres secondaires de la papauté et le restera jusqu'au XIIIe siècle. La construction de la cathédrale décidée par l'évêque Pietro da Salerno est initiée en 1071 sur le site de l'antique acropole des Erniques où s'élevait déjà une précédente cathédrale datant du Haut Moyen Âge. Elle est complétée pour l'essentiel en 1105 puis au cours du XIIIe siècle subit différents changements stylistiques dans le style gothique dont la nef centrale et l'abside.
Le 24 mars 1160, le pape Alexandre III prononce dans la cathédrale l'excommunication de Frédéric Barberousse. En 1227 pour ne pas avoir lancé la sixième croisade puis en 1239 en raison de conflit de pouvoir, c'est au tour du pape Grégoire IX d'excommunier à deux reprises, au sein de la cathédrale, Frédéric II qui est en lutte ouverte avec la papauté. L'élection du pape Innocent IV en 1243 a eu également lieu dans la cathédrale. En 1303, elle est le lieu du célèbre attentat de Sciarra Colonna et Guillaume de Nogaret commandité par le roi de France Philippe le Bel contre le pape Boniface VIII. Claire d'Assise y fut également canonisée en 1255 par le pape Alexandre IV.

## Architecture

### Extérieur
L'architecture de cette cathédrale est particulièrement originale, présentant différents volumes et dispositions peu communes : la cathédrale présente son abside et son côté latéral en premier. Son flanc méridional abrite la chapelle Caetani (1292), où reposent les sépultures des membres de la famille, et la loggia du pape Boniface VIII avec sa statue à l'intérieur, visibles de la piazza Innocenzo III. L'abside triple du transept date de 1074 et s'élève sur une vingtaine de mètres depuis un escalier. L'accès à la cathédrale se fait par un escalier passant sous voûte, et débouchant sur le parvis, occupé en son centre par un campanile roman du XIIe siècle haut de 25 mètres, avec cinq ordres d'ouverture, et séparé du corps de l'église. Sur la gauche se trouve le palais épiscopal. L'entrée de la cathédrale se fait par un portail triple.

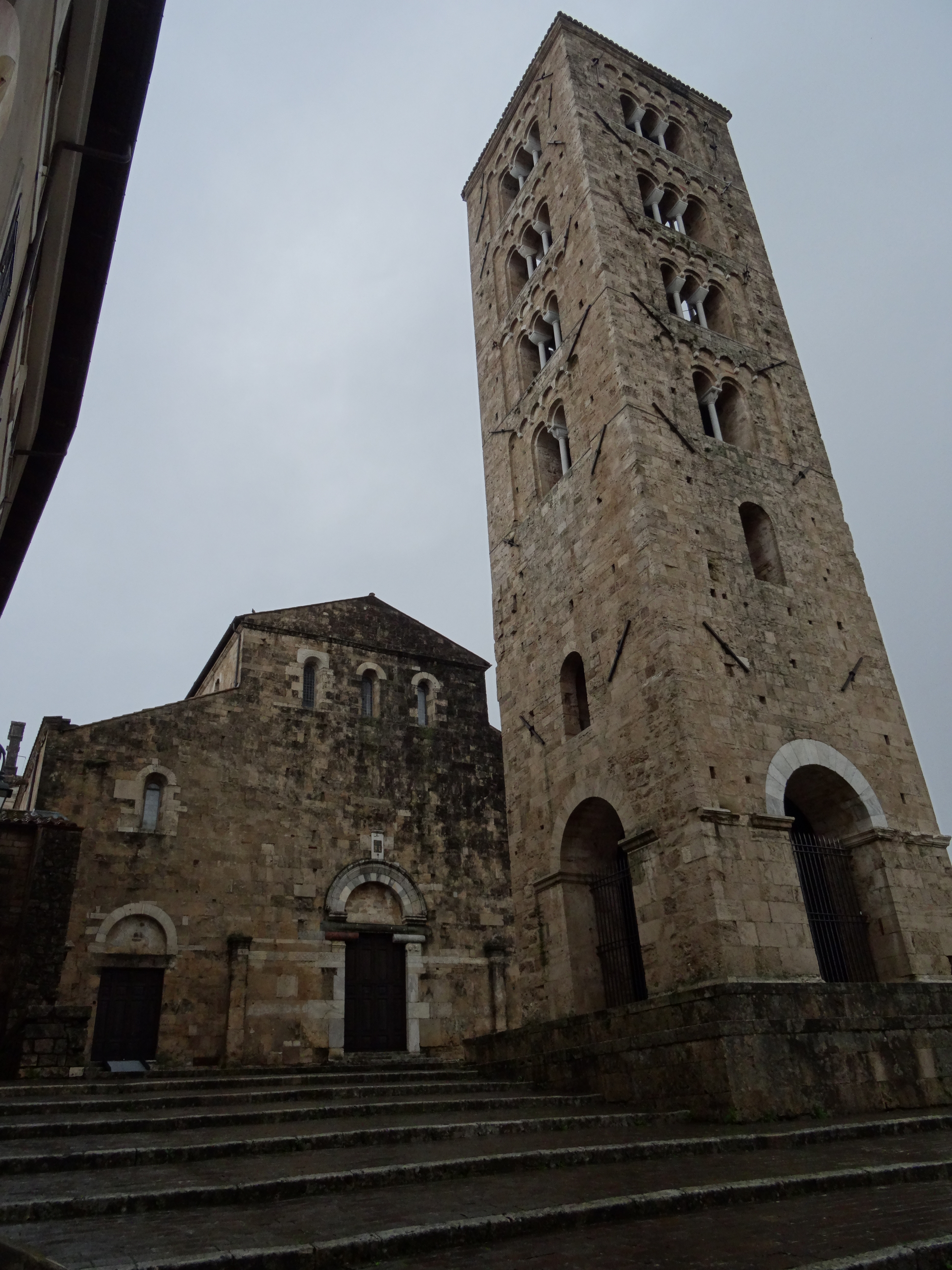
La façade et le campanile.
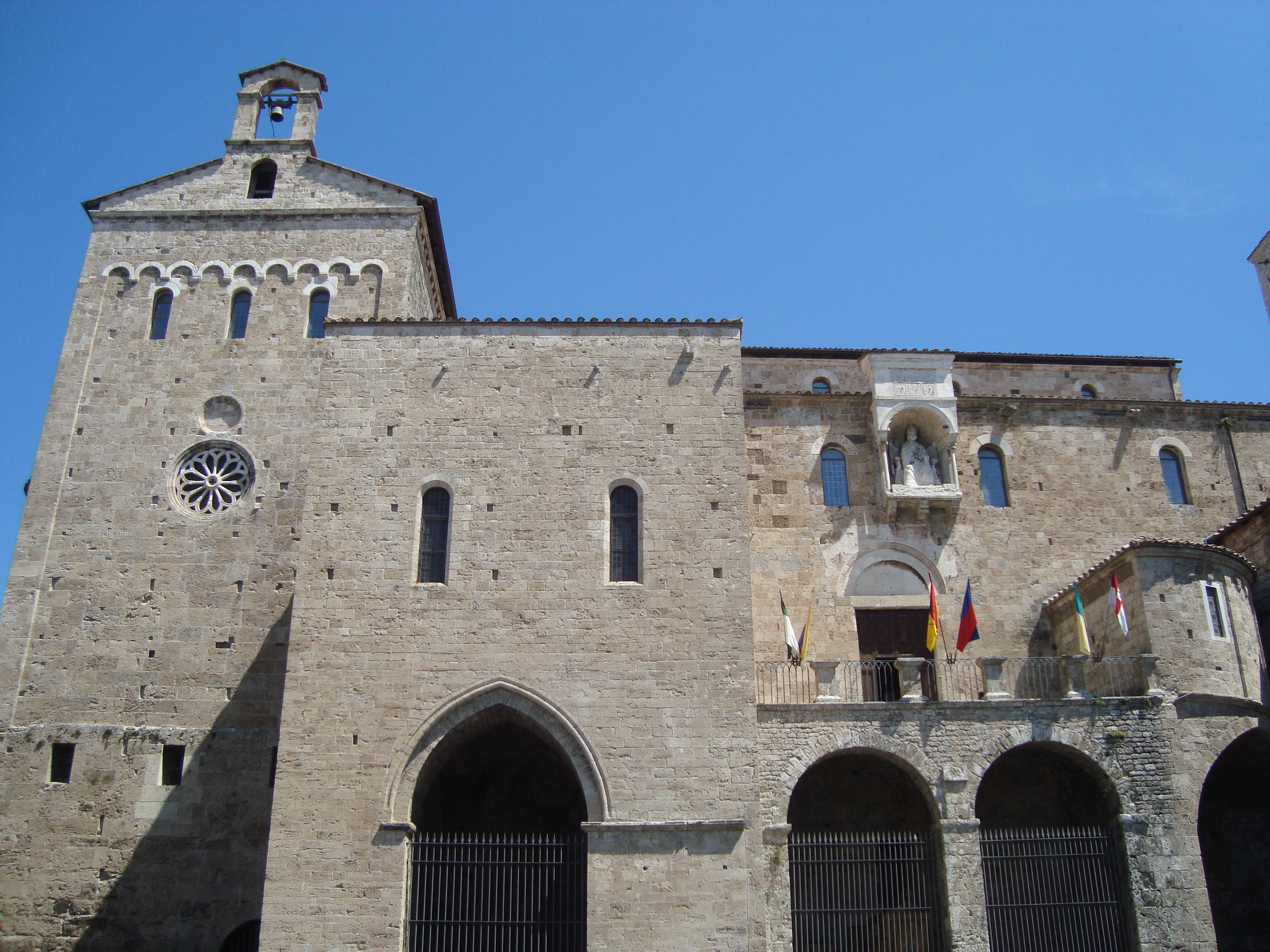
La façade méridionale.
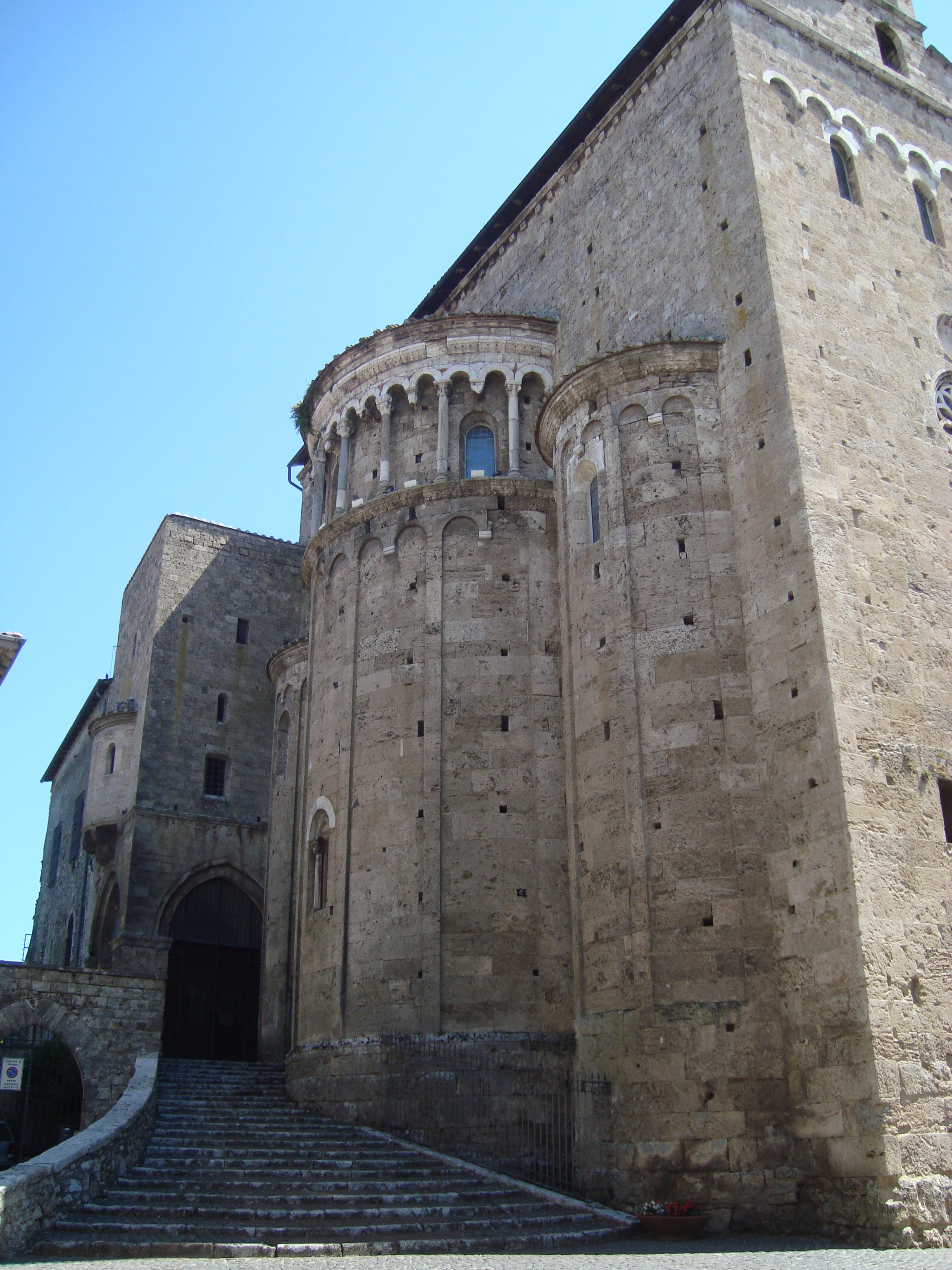
L'abside.
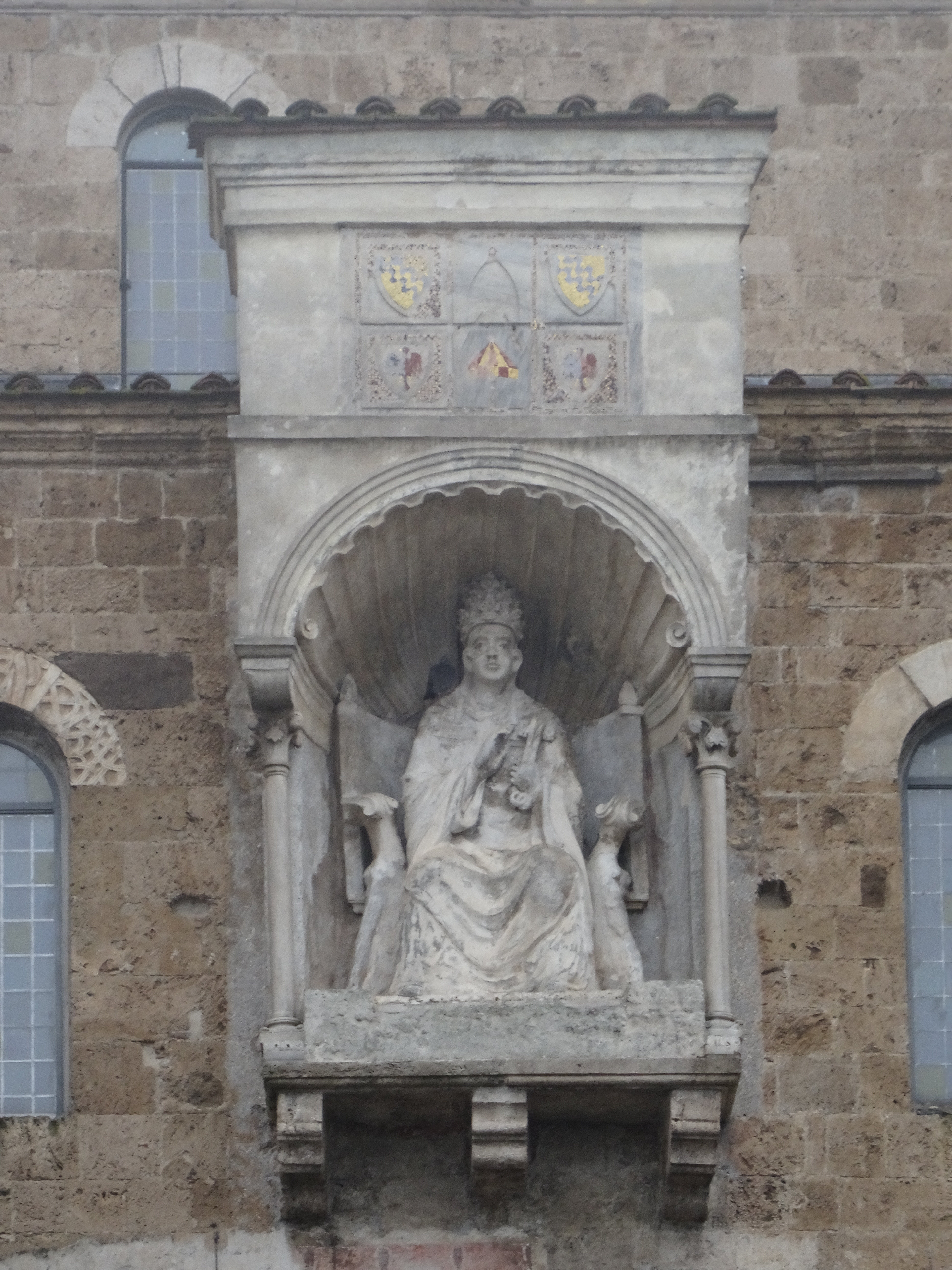
La loggia avec la statue de Boniface VIII.

### Intérieur
L'intérieur de la cathédrale est à nef triple séparée des colonnes massives de style roman. Le sol est recouvert de mosaïques dans le style cosmatesque datant de 1231. Un imposant baptistère est immédiatement situé à droite de l'entrée. L'abside de style gothique abrite des fresques. Le candélabre datant de 1260 est de Pietro Vassalletto (it) qui a également réalisé des décorations pour le presbytère. L'intérieur de la cathédrale a été entièrement restauré et repeint dans les années 1990.  

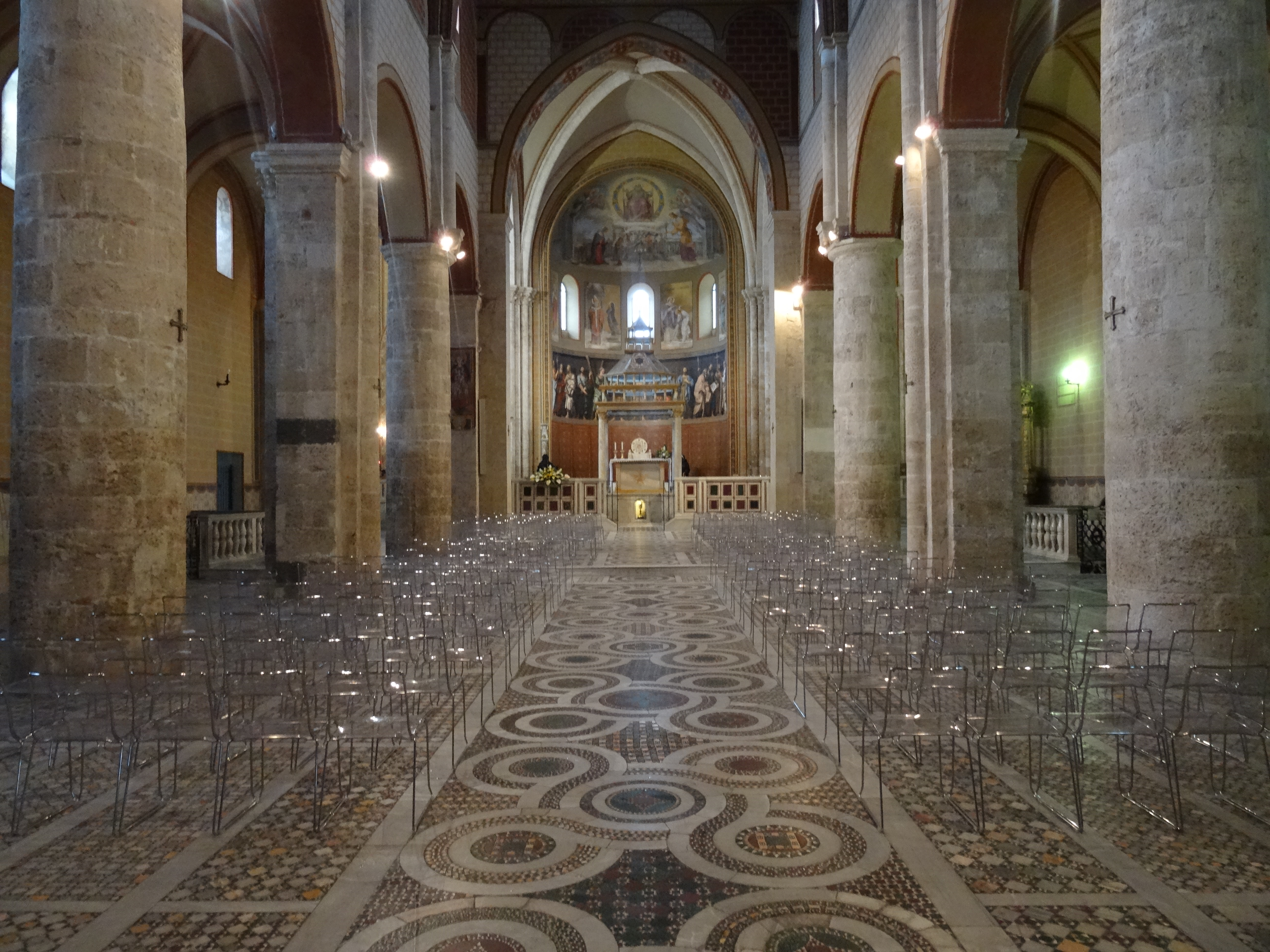
La nef principale.
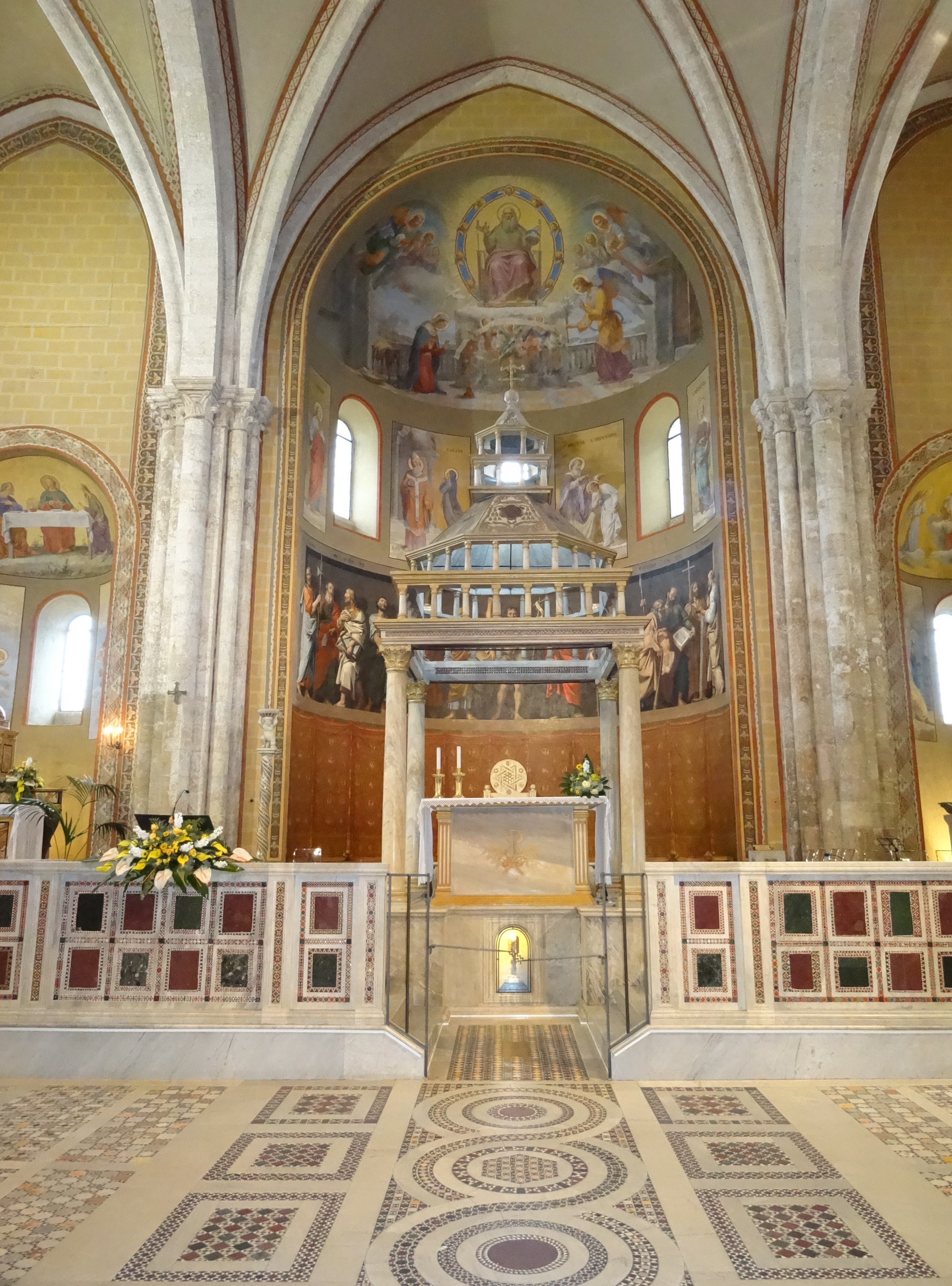
Le maître-autel.
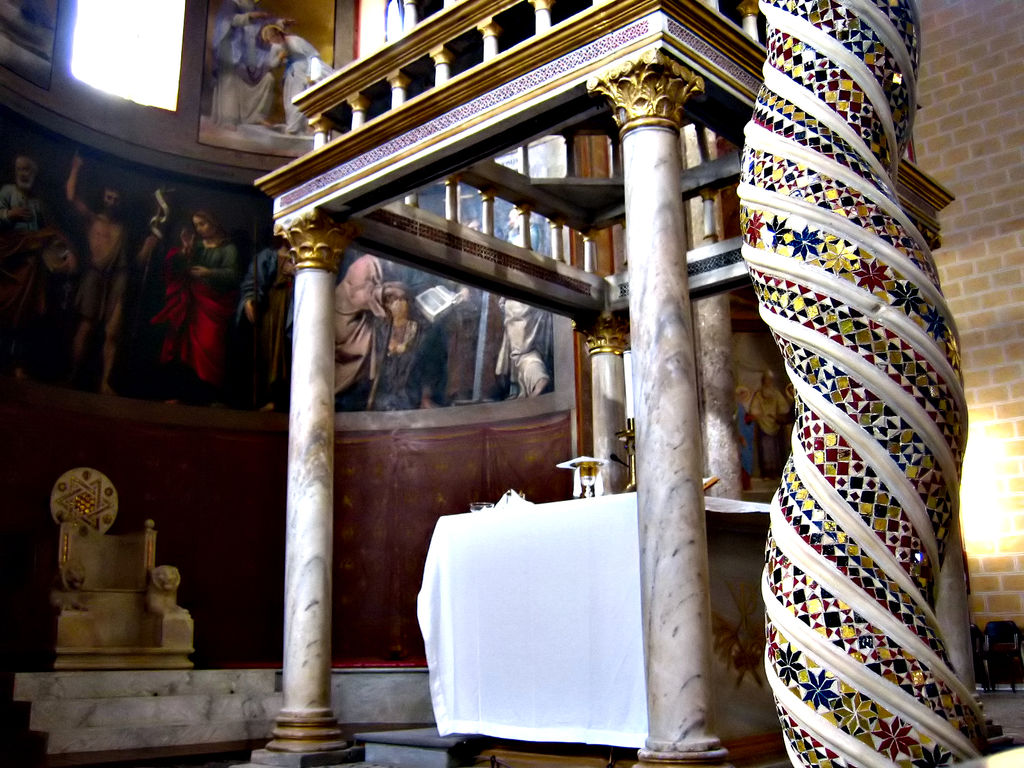
Détail de candélabre de Pietro Vassalletto.

#### Crypte
La crypte dite de San Magno, dédiée à Magne d'Anagni, patron de la ville, est l’une des principales attractions touristiques de la ville. Elle a été construite en même temps que l’église supérieure entre 1068 et 1104. Connue sous le nom de « chapelle Sixtine du Moyen Âge », sa valeur réside dans l’harmonie d’un admirable entrelacement d’arcs romans, du sol cosmatesque d’origine et des splendides fresques qui couvrent une superficie de 540 m². Les fresques ont été réalisées entre 1237 et 1255. Pandolfo, évêque d'Anagni fit appel aux services d'un peintre Bénédictin (frater Romanus et deux autres artistes) pour peindre le cycle de la crypte. Elles représentent des scènes de l'Ancien et du Nouveau Testament, et constituent une transition du style byzantin au style roman. La crypte restaurée a été inaugurée le 1er juillet 1994 en présence du Président de la République.

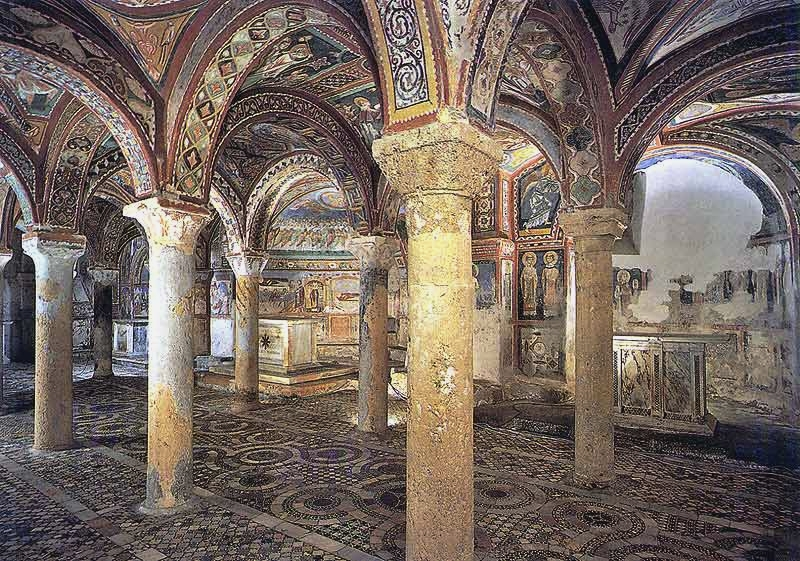
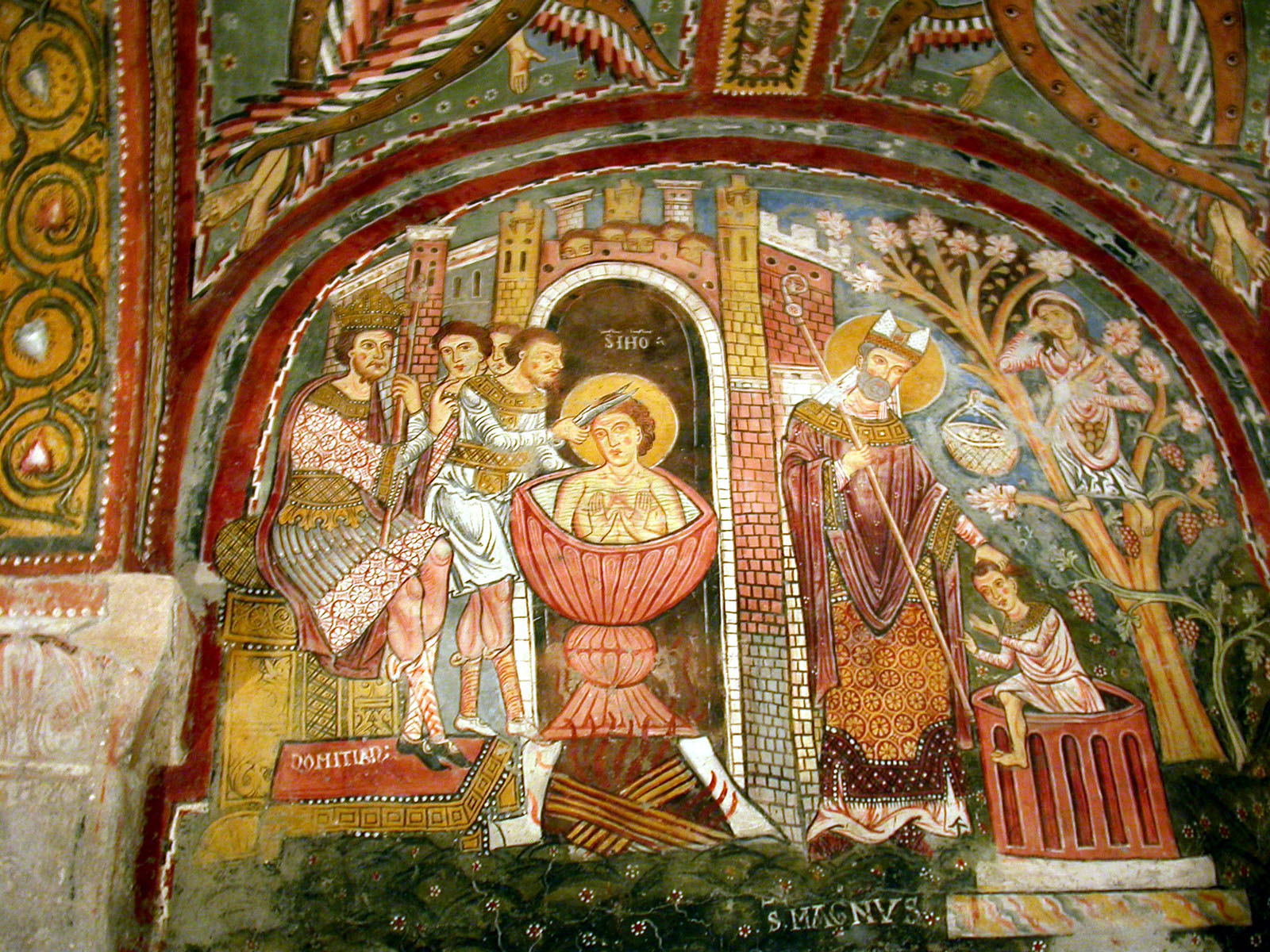
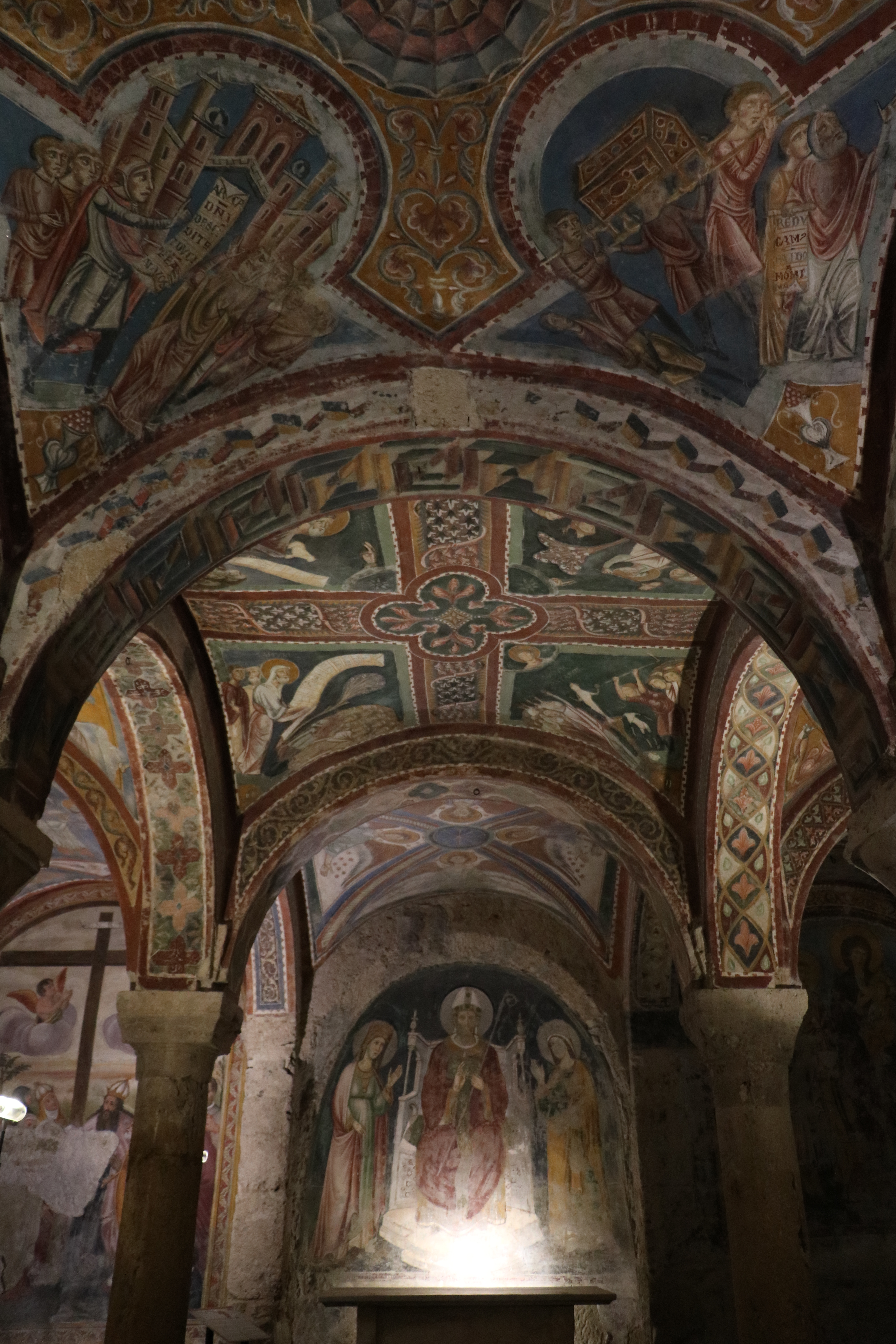
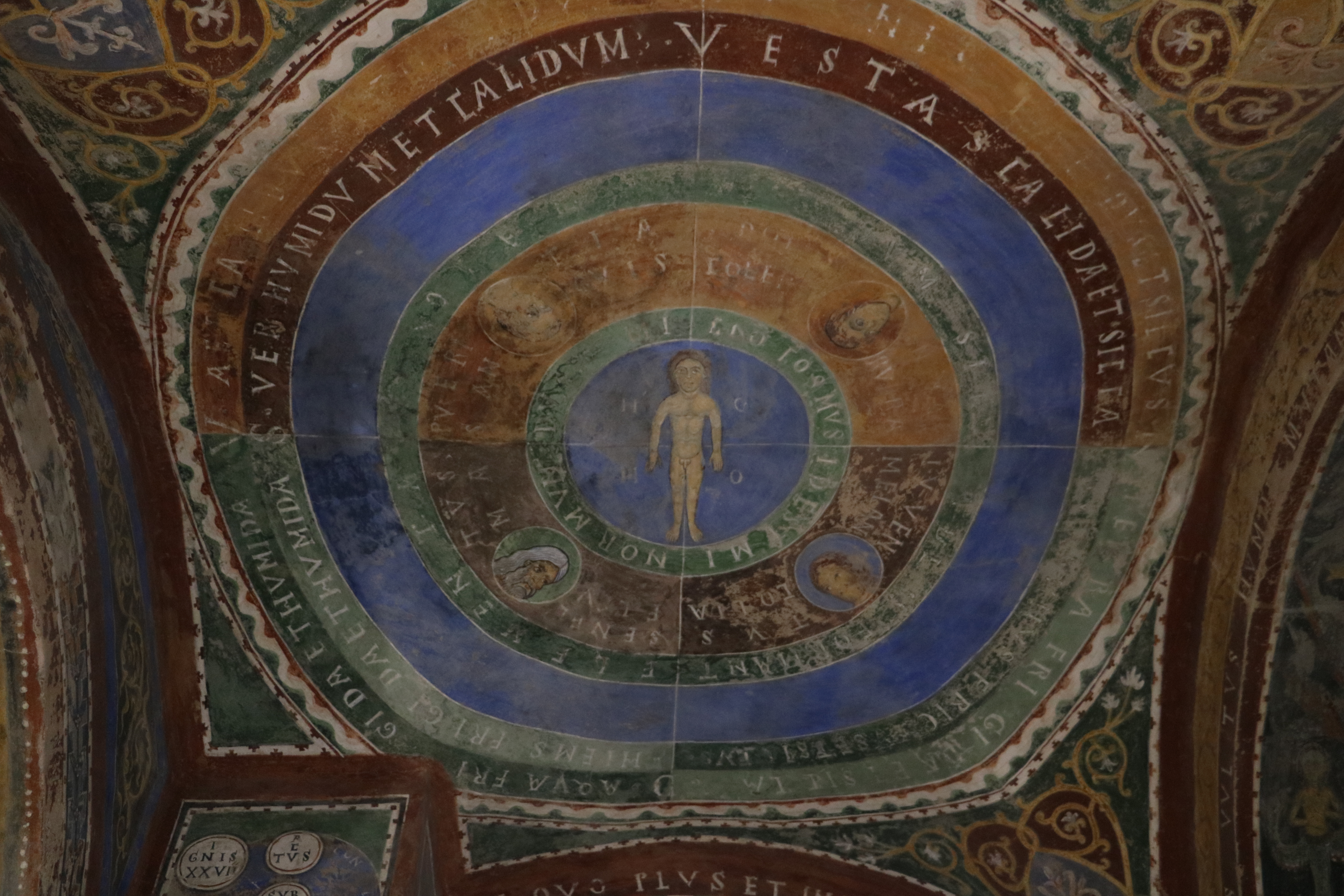
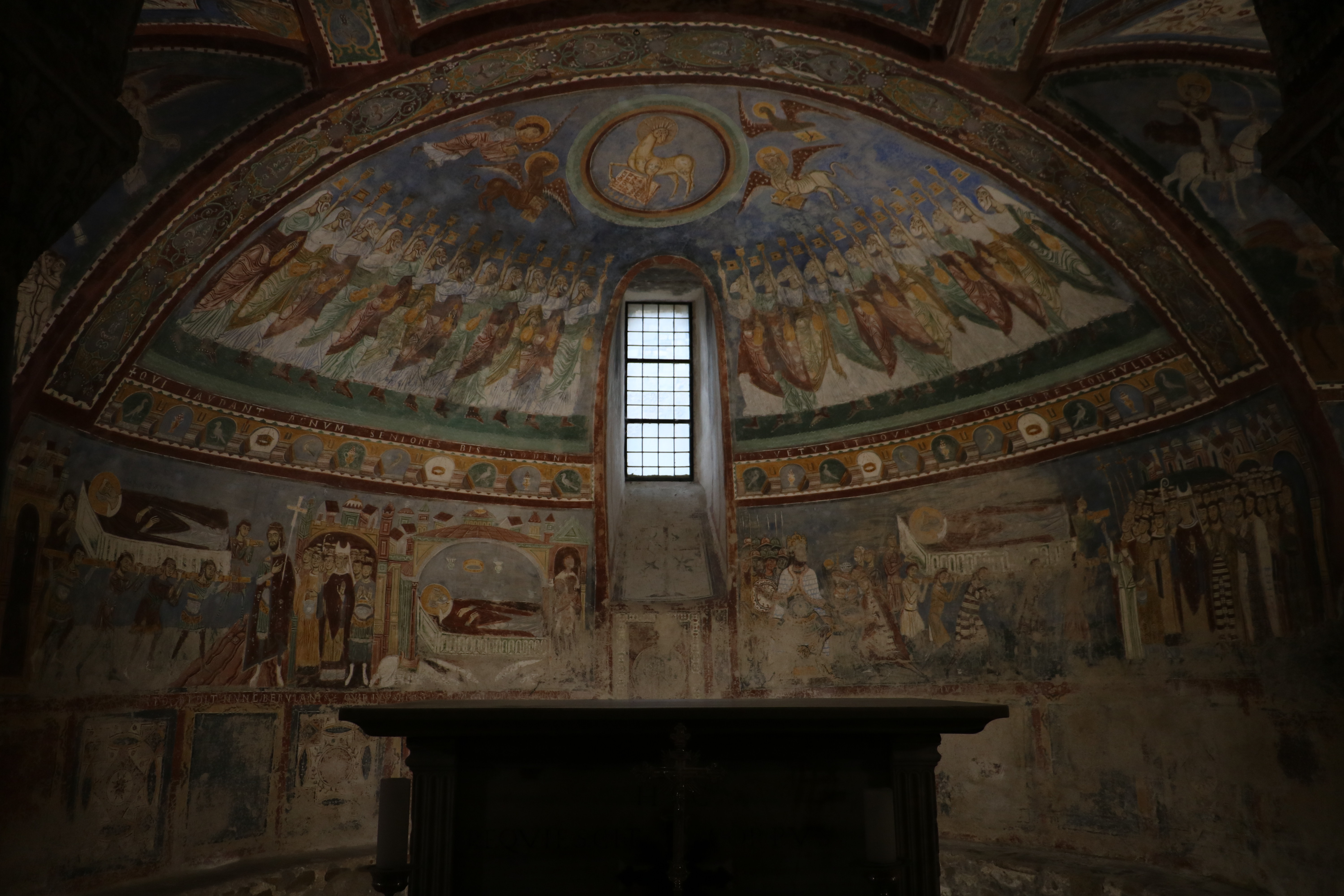